# Krótkonos wielkoogonowy
Krótkonos wielkoogonowy (Isoodon macrourus) – gatunek ssaka z podrodziny jamrajów (Peramelinae) w obrębie rodziny jamrajowatych (Peramelidae).

## Taksonomia
Gatunek po raz pierwszy zgodnie z zasadami nazewnictwa binominalnego opisał w 1842 angielski przyrodnik John Gould nadając mu nazwę Perameles macroura. Miejsce typowe to „Port Essington”, Terytorium Północne, Australia. 
Autorzy Illustrated Checklist of the Mammals of the World rozpoznają trzy podgatunków. Podstawowe dane taksonomiczne podgatunków (oprócz nominatywnego) przedstawia poniższa tabelka:
| Podgatunek         | Oryginalna nazwa                | Autor i rok opisu | Miejsce typowe                                                                 | Holotyp |
| ------------------ | ------------------------------- | ----------------- | ------------------------------------------------------------------------------ | --- |
| I. m. moresbyensis | Perameles moresbyensis          | Ramsay, 1877      | Obszar Port Moresby, Prowincja Centralna, Papua-Nowa Gwinea.                   | Skóra i czaszka samca (syntyp; sygnatura AM M.2554, Muzeum Australijskie) Skóra i czaszka dorosłego samca (prawdopodobny syntyp; sygnatura MMUS M.474, Macleay Museum, University of Sydney) Skóra i czaszka dorosłej samicy (prawdopodobny syntyp; sygantura MMUS M.475, Macleay Museum, University of Sydney). |
| I. m. torosus      | Perameles macroura var. torosus | Ramsay, 1877      | Rockingham Bay (Cardwell) i rzeka Endeavour (Cooktown), Queensland, Australia. | Skóra dorosłego samca (syntyp; sygnatura MMUS M471, Macleay Museum, University of Sydney) Czaszka dorosłego samca (syntyp; sygnatura MMUS M1153, Macleay Museum, University of Sydney). |

### Etymologia
- Isoodon: gr. ισος isos ‘równy, podobny’; οδους odous, οδοντος odontos ‘ząb’[16].
- macrourus: gr. μακρος makros ‘długi’; -ουρος -ouros ‘-ogonowy’, od ουρα oura ‘ogon’[17].
- moresbyensis: Port Moresby, Papua-Nowa Gwinea[18].
- torosus: łac. torosus ‘krzepki, muskularny’, od torus ‘mięsień’[19].

## Budowa
Torbacz osiąga od 3o do 47 cm długości głowy i tułowia oraz od 8d o 21,5 cm długości ogona, przy czym samce mierzą o 5–7 cm więcej od samic. Masa ciała wynosi od 0,5 do 3,1 kg, przy czym samce są o od 80 do 90% cięższe od samic.
Ciało zwierzęcia pokrywa sierść, na grzbiecie zabarwiona jasnobrązowo z ciemniejszymi plamkami, na brzuchu natomiast na biało. Uszy są krótki i zaokrąglone, nos również krótki. Krótkonos wielkoogonowy jest poliprotodontyczny, a więc ma liczne siekacze. W szczęce znajduje się ich pięć par.
| Wzór zębowy | Wzór zębowy | I | C | P | M |
| ----------- | ----------- | - | - | - | - |
| 48          | =           | 5 | 1 | 3 | 4 |
| 48          | =           | 3 | 1 | 3 | 4 |

Drugi i trzeci palec stopy są zrośnięte (syndaktylia).
Gruczoły zapachowe znajdują się na uszach, marsupium i kloace.

## Rozmieszczenie geograficzne i siedlisko
Krótkonos wielkoogonowy występuje w Australii, na wybrzeżach północnych i wschodnich, a także na Papui-Nowej Gwinei i innych wyspach w pobliżu Australii. Zamieszkuje tereny leżące od poziomu morza do wysokości 1200 m.
Zasięg występowania w zależności od podgatunku:
- I. macrourus macrourus – północna Australia Zachodnia i północne Terytorium Północne, w tym wiele dużych wysp w pobliżu północnego wybrzeża (np. Groote Eylandt, Tiwi).
- I. macrourus moresbyensis – Nowa Gwinea.
- I. macrourus torosus – północny Queensland (Jork) na południe, w tym Wielka Wyspa Piaszczysta, Moreton, North Stradbroke Island i South Stradbroke Island, do rzeki Hawkesbury, w środkowo-wschodniej Nowej Południowej Walii.

Podczas pory suchej zwierzę to zasiedla miejsca porośnięte gęstą roślinnością: trawami, krzewami, drzewami niewielkich rozmiarów. Natomiast w porze deszczowej zasiedla otwarte łąki. Tak więc zasiedla lasy, sawanny i tereny porosłe krzewami bądź trawą. Spotyka się go także w podmiejskich ogrodach.

## Behawior
Krótkonos wielkoogonowy wiedzie samotny tryb życia. Wykazuje terytorializm. Sporządza sobie kryjówki w postaci kopców budowanych z siana i gałązek. Trudno je wypatrzeć i nie przenika do środka woda. 

## Rozmnażanie
Po krótkiej ciąży trwającej 12,5 dnia (najkrócej wśród ssaków) samica rodzi zwykle od 2 do 4 młodych, niekiedy tylko jedno, a niekiedy aż 7. W jednym roku potrafi rodzić kilka razy.

## Status
Zwierzę klasyfikowane jest jako gatunek najmniejszej troski (LC (ang. least concern „najmniejszej troski”)). Liczebność populacji jest stabilna, a zwierzę występuje pospolicie, mimo że obszar dostępnych siedlisk zmniejsza się. Krótkonos dobrze radzi sobie w środowiskach zmodyfikowanych przez człowieka. W Papui-Nowej Gwinei nadmiernie poluje się nań dla mięsa, zwłaszcza w okolicy Port Moresby, przedstawiciele populacji z Transfly są po odłowie sprzedawani do Indonezyjskiej części wyspy również na mięso. Polują na niego także psy. W Queensland spotyka się też z ograniczaniem dostępnych mu siedlisk poprzez rozwój rolnictwa, w tym wypasu zwierząt. Zagrażają mu również pożary.
Zasięg występowania zwierzęcia obejmuje kilka obszarów chronionych.